# 標準反応エンタルピー
標準反応エンタルピー（ひょうじゅんはんのうエンタルピー、英: standard enthalpy of reaction, ΔHr⦵）とは、反応物および生成物が全て標準状態にあるという条件の下で、所与の化学反応により物質が変換される際に系に生じるエンタルピー変化である。

## 概要
標準反応エンタルピーは、規定の温度と圧力下の反応物が同温同圧下の生成物へ変換される際の、発熱もしくは吸熱量として定義される。反応エンタルピーは反応が行われる際の条件に依存する。熱化学測定を行う際に一般的な条件としては、次の2種類の条件がある。
(a)	定積条件
(b)	定圧条件
これら2条件において反応を行った際のエンタルピーは異なる。

### 定積条件
定積過程では、反応を閉鎖された堅固な容器の中で行って体積変化を起こさせず、したがって仕事をすることもされることもないよう進行させ、測定を行う。
このとき、熱力学第一法則により、次の式が成り立つ。
{\displaystyle \Delta E=Q_{v}}
すなわち、定積過程における反応エネルギーは、反応系の内部エネルギー変化 (Δ E) と等しい。
したがって、化学反応により生じる熱的変化は、反応物の総内部エネルギーと生成物の総内部エネルギーとの差にのみ由来する。
{\displaystyle \Delta E=\sum E_{\mathrm {products} }-\sum E_{\mathrm {reactants} }}
このことは、定積過程で吸熱される熱量は熱力学量の変化として同定できるということも示している。

### 定圧条件
定圧過程では、反応は大気圧下に開放状態で、もしくは一定の外圧がかかる容器内で系の体積が変化する条件下に系をおく。熱的変化には系の内部状態の変化だけでなく、系の膨張・収縮時に伴う仕事もかかわってくる。
このとき、熱力学第一法則により、次の式が成り立つ。
{\displaystyle Q_{p}=\Delta E+W}
ここで、W が熱力学的仕事のみに由来する場合、次のように書ける。
{\displaystyle Q_{p}=\Delta H=\Delta E+P\Delta V}
{\displaystyle Q_{p}=\left(\sum E_{p}-\sum E_{r}\right)+P\left(V_{p}-V_{r}\right)}
{\displaystyle Q_{p}=\left(\sum E_{p}+PV_{p}\right)-\left(\sum E_{r}+PV_{r}\right)}
ここで、エンタルピーの定義 {\displaystyle H=E+PV}を用いた。
したがって、 {\displaystyle Q_{p}=\sum H_{p}-\sum H_{\mathrm {r} }=\Delta H}と書ける。
すなわち、定圧過程では反応熱は反応系のエンタルピー変化 {\displaystyle \Delta H}と全く同一となる。

### 標準生成エンタルピーとの関係
一般の化学反応
−vA A + −vB B + ... → vP P + vQ Q ...
に対し、標準反応エンタルピー ΔHr⦵ と反応物および生成物の標準生成エンタルピー ΔHf⦵ との関係式は、反応物および生成物の混合エンタルピーを無視、すなわち理想溶液を仮定すると次の等式で表わされる。
{\displaystyle \Delta H_{\mathrm {r} }^{\ominus }=\sum _{B}{v_{B}\Delta H_{\mathrm {f} }^{\ominus }(B)}}
この等式における vB は、物質 B の化学量論比である。
標準生成エンタルピーは多くの物質について既知であり、反応物と生成物の標準生成エンタルピーが既知であれば、どんな条件のどんな反応でも標準反応エンタルピーを計算することができる。

## 小分類
以下のどの場合でも、「標準」という言葉は全ての反応物および生成物が標準状態にあることを含意する。
- 標準中和エンタルピー（英語版） - 酸と塩基が中和反応を起こし、1モルの水を生成する際のエンタルピー変化。
- 標準蒸発エンタルピー（蒸発熱） - 1モルの物質が蒸発（気化）する際のエンタルピー変化。
- 標準溶解エンタルピー（英語版）（溶解熱） - ある物質が定圧下である溶媒に溶解する際のエンタルピー変化。
- 標準水素化エンタルピー - 1モルのある不飽和化合物が過剰量の水素と反応して飽和化合物となる際のエンタルピー変化。